# Akio Johnson Mutek
 Akio Johnson Mutek, né le 2 janvier 1958 à Lodwara Tala au  Soudan et mort le 18 mars 2013  à Nairobi au Kenya, est un prélat catholique soudanais.

## Biographie
Akio Johnson Mutek est ordonné prêtre en 1988. En 1999, il est nommé évêque auxiliaire de Torit et évêque titulaire de Suava (de), pour devenir évêque de Torit en 2007,. Il meurt d'une seconde transplantation rénale en mars 2013.